# Aartsbisdom Catanzaro-Squillace
Het aartsbisdom Catanzaro-Squillace (Latijn: archidioecesis Catacensis-Squillacensis; Italiaans: Arcidiocesi di Catanzaro-Squillace) is een in Italië gelegen rooms-katholiek aartsbisdom met zetel in de stad Catanzaro. De aartsbisschop van Catanzaro-Squillace is metropoliet van de kerkprovincie Catanzaro-Squillace, waartoe ook de volgende suffragane bisdommen behoren:
- Aartsbisdom Crotone-Santa Severina
- Bisdom Lamezia Terme

## Geschiedenis
Het bisdom Squillace werd opgericht in de 4e eeuw; het bisdom Catanzaro in 1121. Catanzaro werd op 5 juni 1927 door paus Pius XI verheven tot aartsbisdom. Op 30 september 1986 voegde paus Johannes Paulus II het bisdom Squillace en het aartsbisdom Catanzaro samen. Op 30 januari 2001 verhief paus Johannes Paulus II het aartsbisdom met de apostolische constitutie Maiori Christifidelium tot metropool, met het aartsbisdom Crotone-Santa Severina en het bisdom Lamezia Terme als suffragane bisdommen.

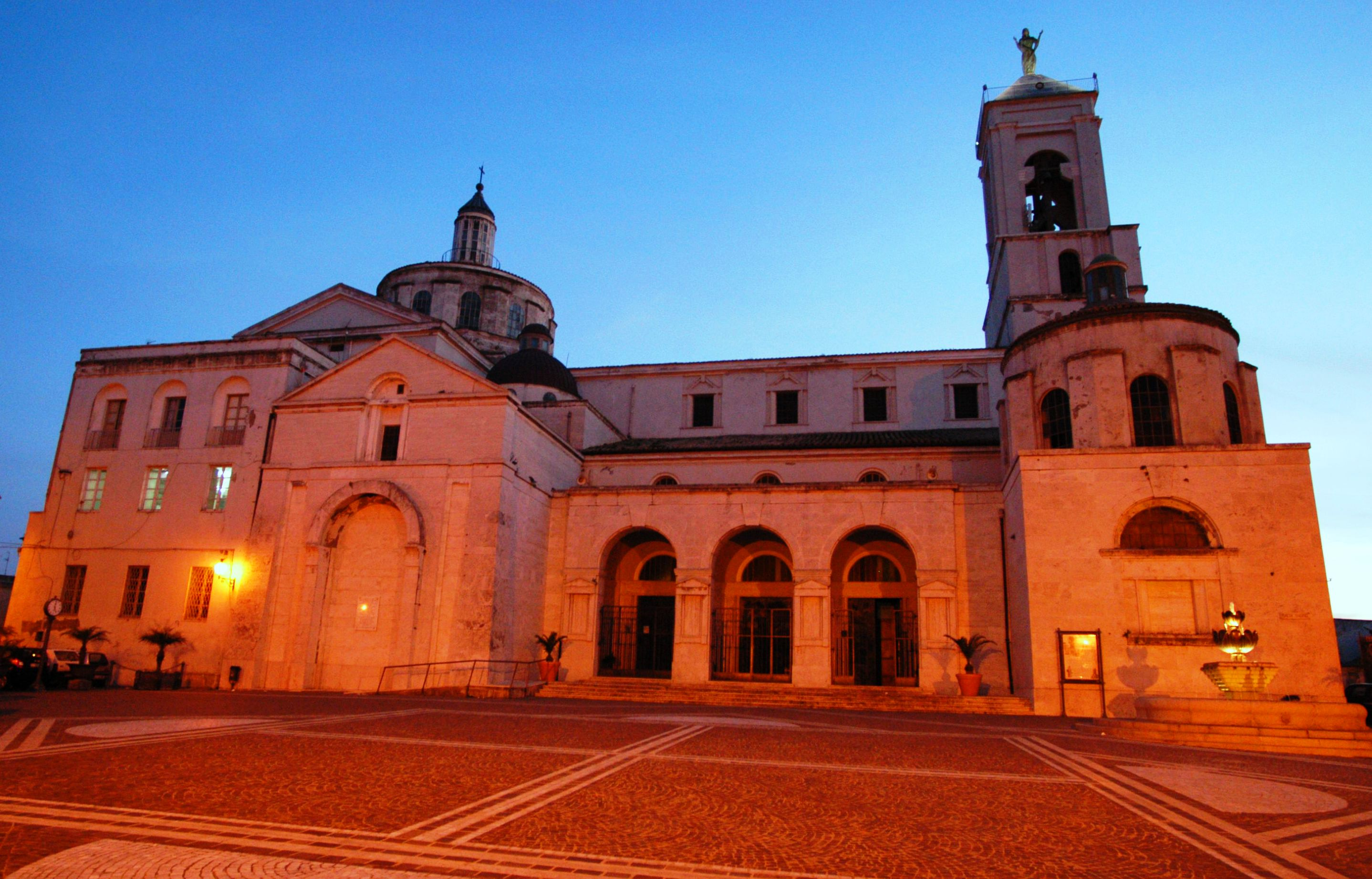
Kathedraal van Catanzaro
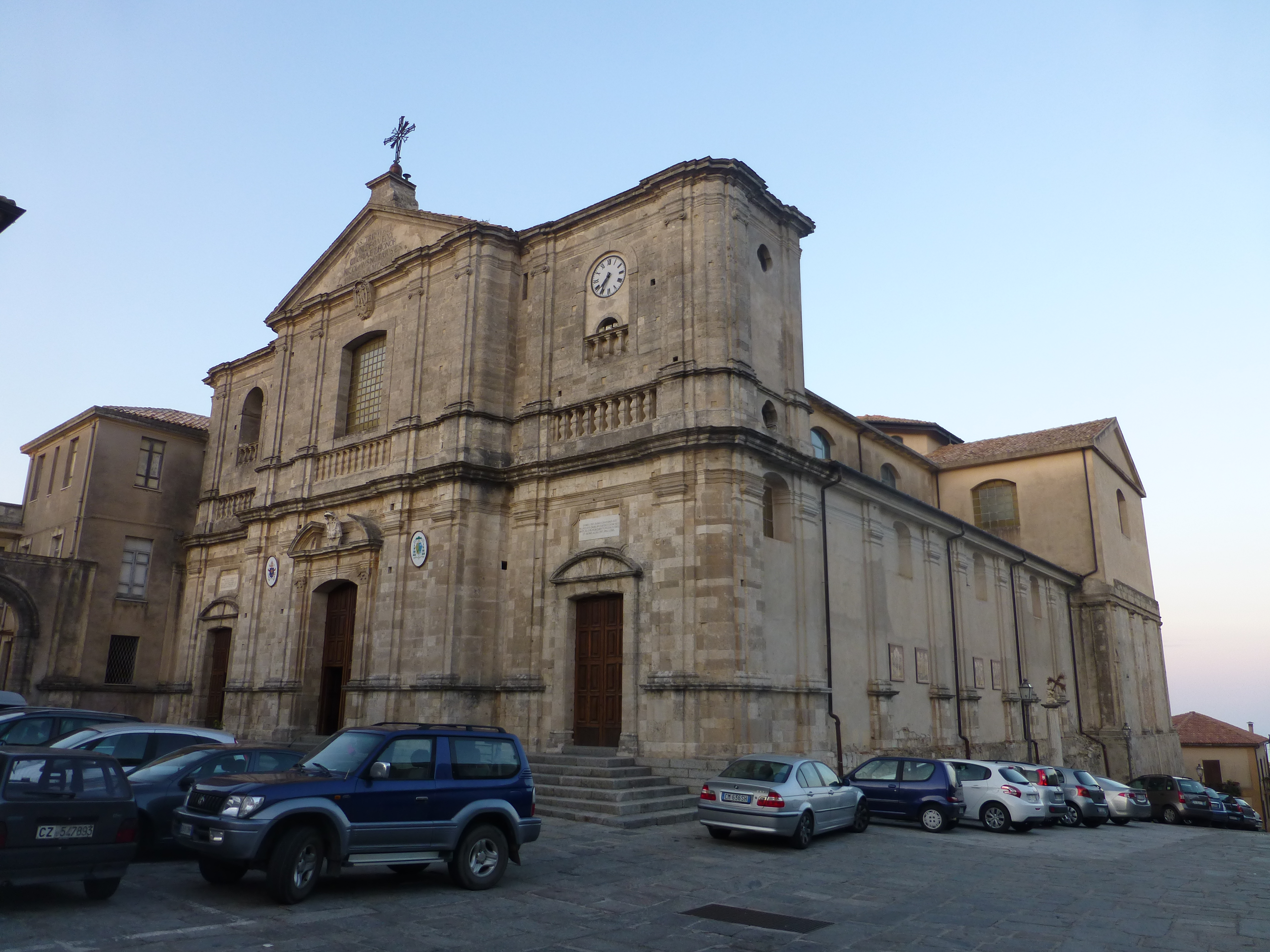
Cokathedraal van Squillace
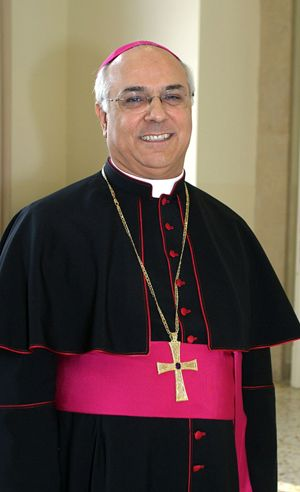
Aartsbisschop Bertolone

## Aartsbisschoppen van Catanzaro-Squillace
- 1986-2003: Antonio Cantisani (sinds 1980 aartsbisschop van Catanzaro)
- 2003-2011 Antonio Ciliberti
- 2011-heden: Vincenzo Bertolone, S.d.P.